# 弥勒寺 (東海市)
弥勒寺（みろくじ）は、愛知県東海市大田町にある真言宗智山派の寺院。知多四国霊場の第83番札所である。

## 沿革
天平勝宝元年（749年）に行基が創建したとも、弘仁5年（814年）に空海が創建したとも伝えられる。
最盛期には一山六ケ寺七堂伽藍を有したというが、関ヶ原の戦いで西軍についた九鬼嘉隆の軍勢による襲撃を受け、仁王門と本尊の弥勒菩薩を除いて焼失してしまう。
元禄年間（1688年 - 1704年）になって、尾張藩第2代藩主・徳川光友の寄進により再建された。
その後、江戸時代後期から明治時代半ばにかけて無住状態が続くなど再び衰退するも、大正時代に入ってから境内の宝篋印塔が「現世利益の祈願塔」として知られるようになり、再興を果たす。

## 境内
- 仁王門 - 平成20年（2008年）に改修。正面と境内側（内側）に、金剛力士が新旧一対ずつ（計4体）安置されている。正面の金剛力士は、知多四国霊場開創200年を記念し造立されたもの[5]で、愛・地球博の際に瀬戸会場・市民パビリオンで公開制作された[6]。境内側（内側）の金剛力士は、東海市指定文化財（後述）。
- 手水舎
- 本堂 - 本尊の弥勒菩薩（東海市指定文化財、後述）を安置する。
- 客殿（大師堂） - 弘法大師・興教大師・不動明王が祀られている。
- 宝篋印塔堂 - 八角形の拝殿のなかに、宝暦5年（1755年）に建立された宝篋印塔が祀られている。「お塔さま」と呼ばれ、多くの人の信仰を集める。
- 祠（白山大神、伏見稲荷、天満宮）
- 庫裏

### ギャラリー

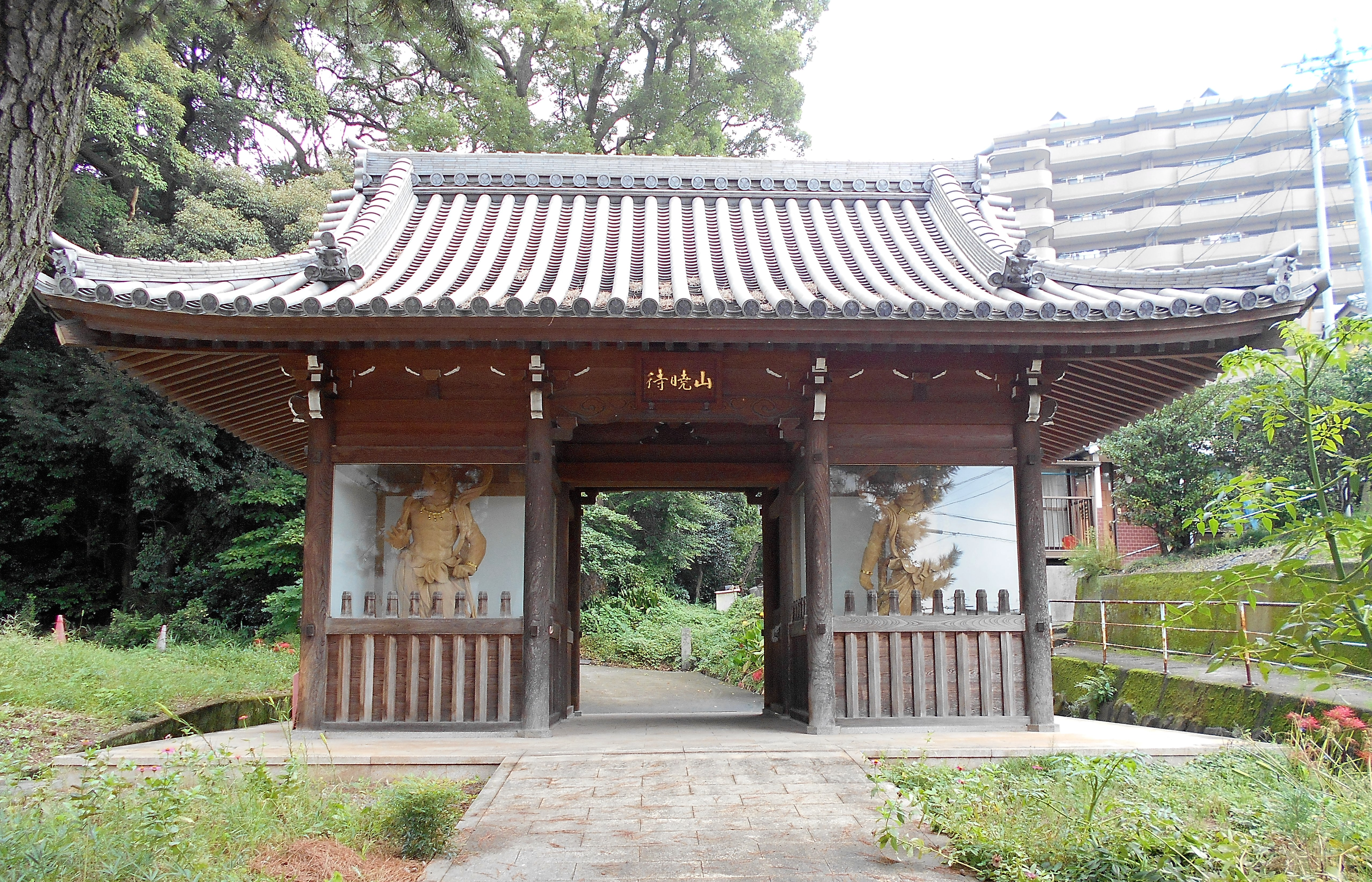
仁王門（正面、2016年10月）
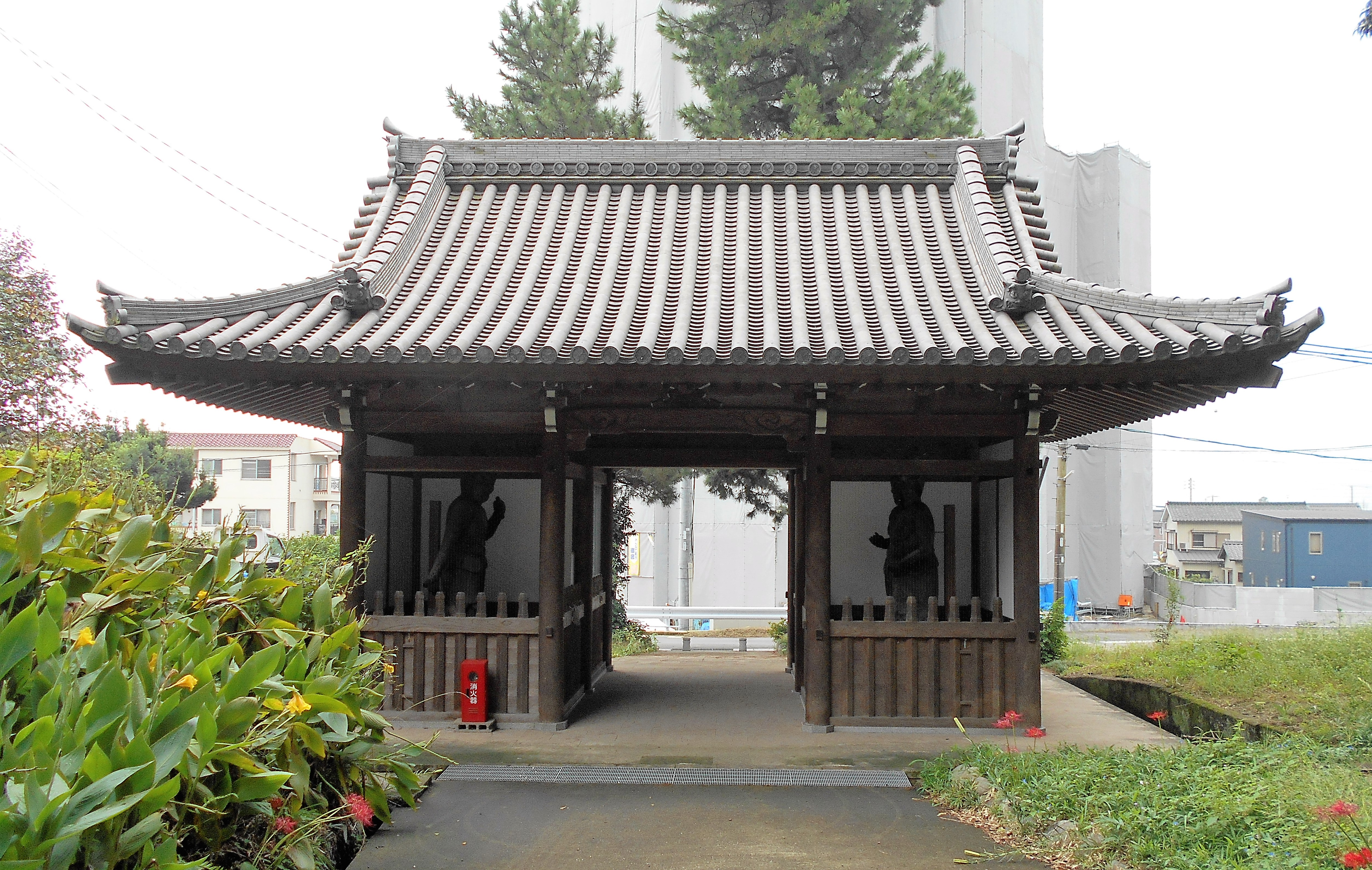
仁王門（境内側、2016年10月）
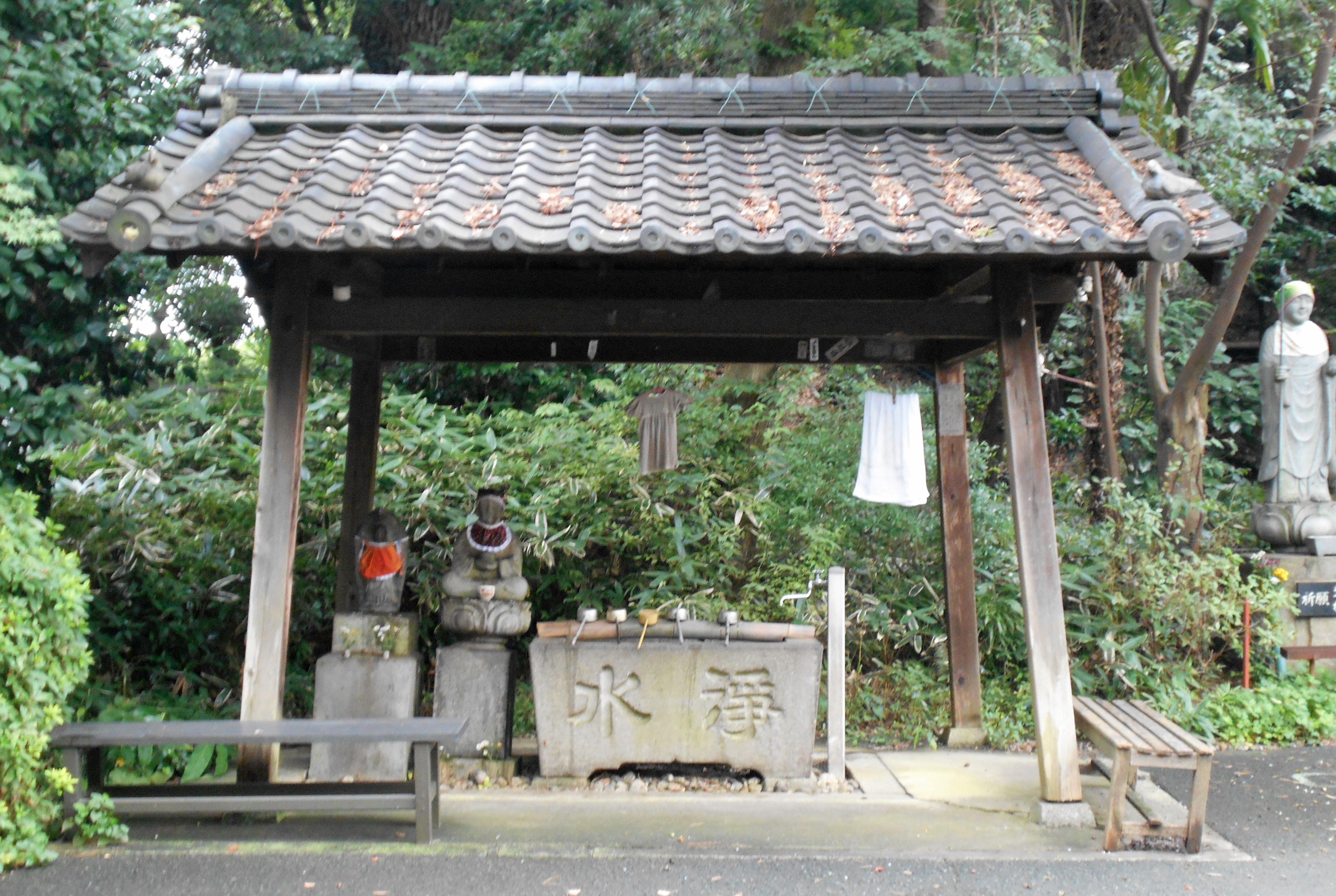
手水舎（2016年10月）
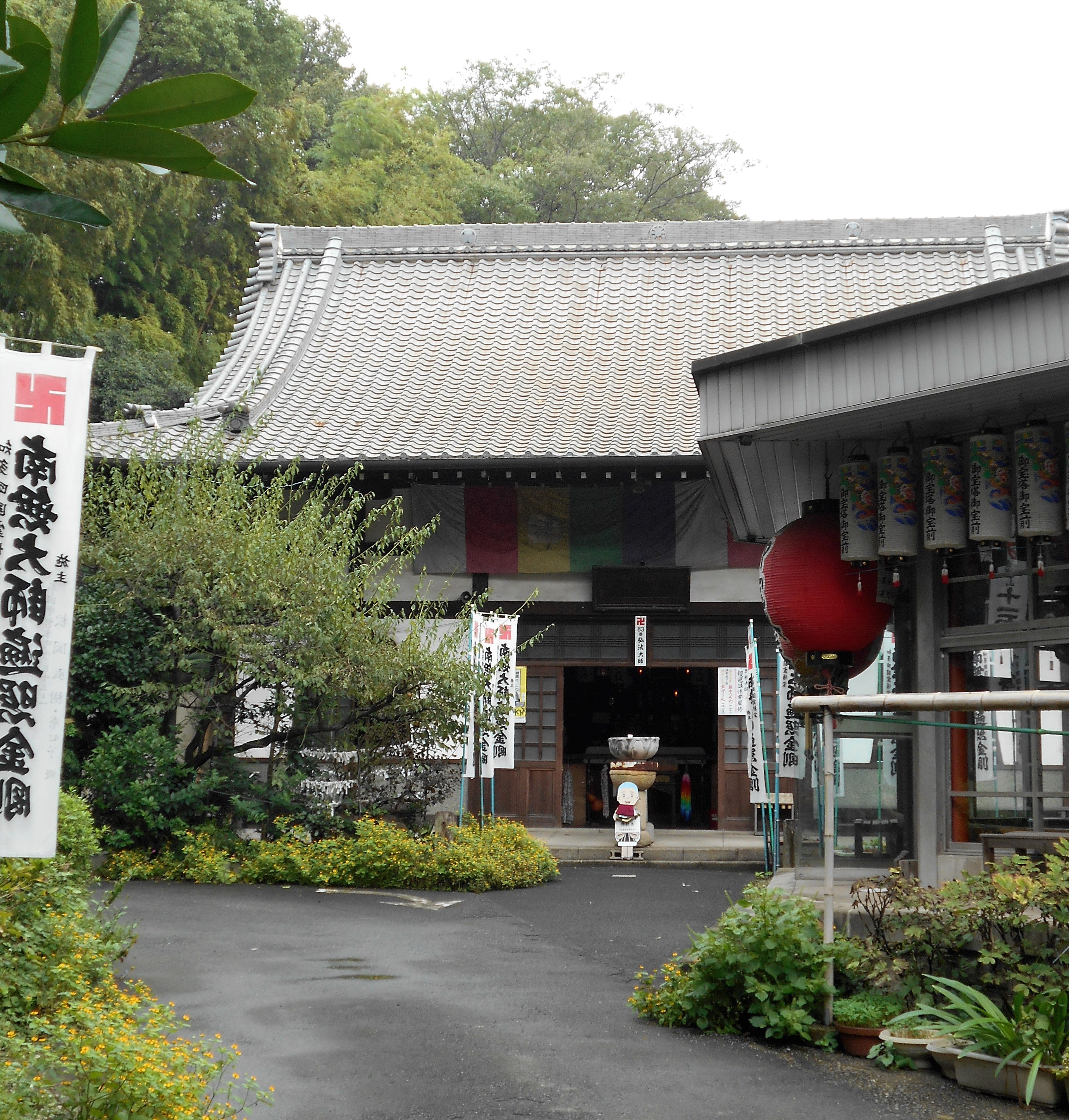
客殿（2016年10月）　右側に宝篋印塔堂が見える

## 文化財

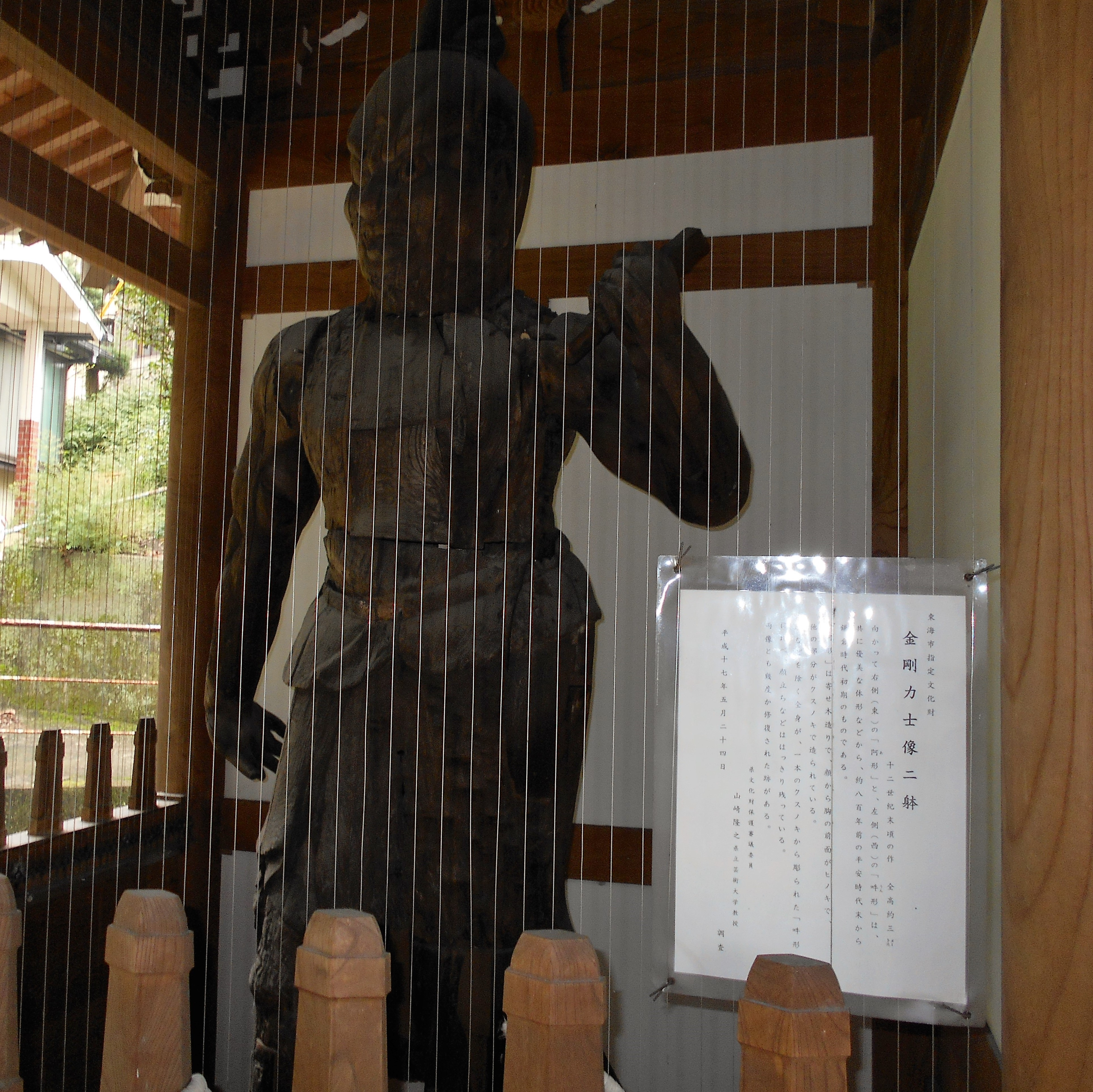
金剛力士像（阿形、2016年10月）

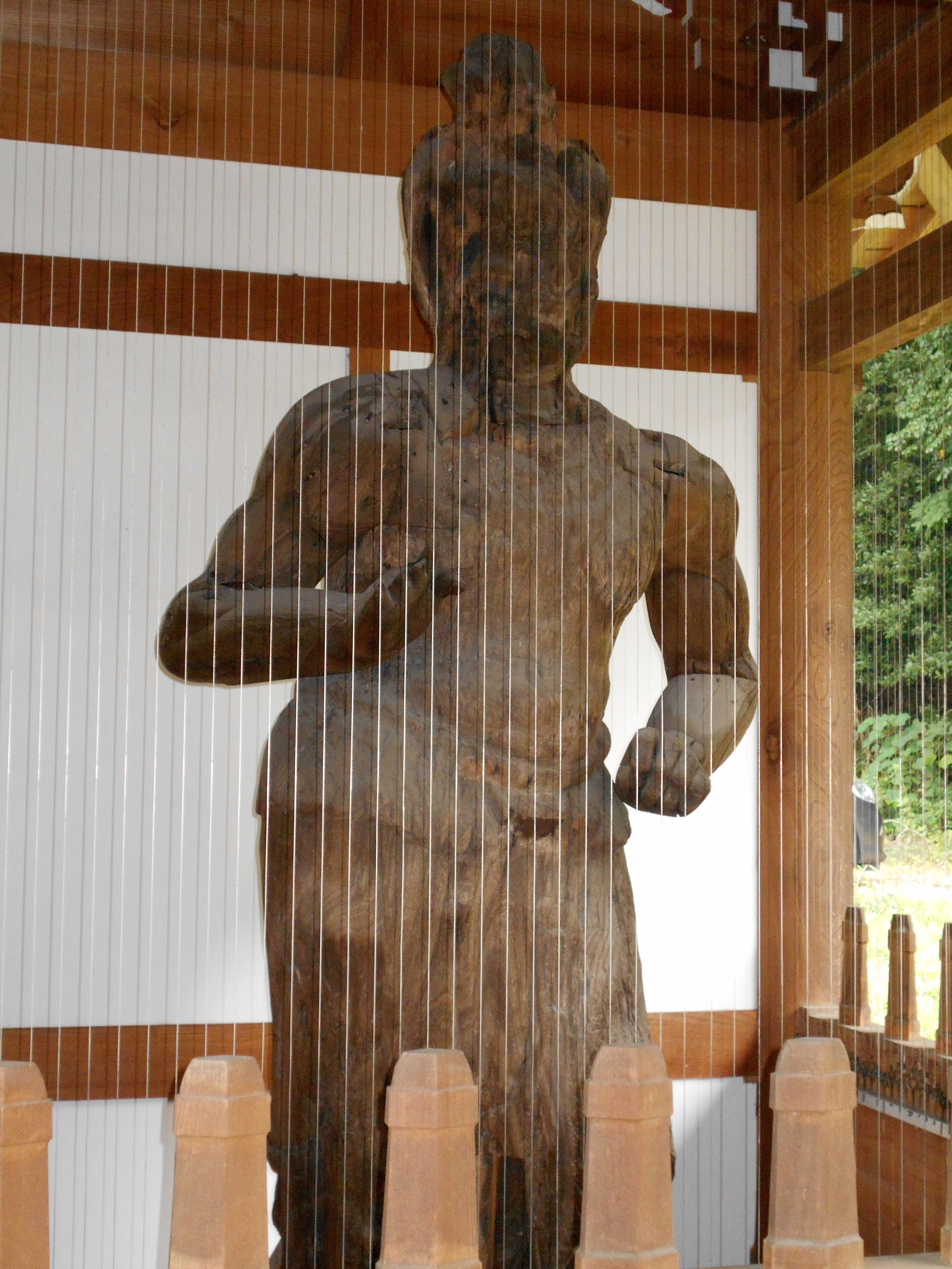
金剛力士像（吽形、2016年10月）

### 東海市指定文化財
木造弥勒菩薩座像
座高約80cm、欅材の寄木造。『張州雑志』には行基の作とあるが、実際は室町時代の作とされる。像容は飛鳥時代・奈良時代の弥勒像と異なり、小塔を捧げ持つ平安時代中期以降の形式。輪光は、寛永17年（1640年）に住持・政久が、像の開帳にあわせて作り奉納したとされる。
木造金剛力士立像（仁王像）。
阿形は高さ272.6cm、楠（一部桧）材の寄木造。吽形は高さ273.1cm、楠材の一木造。平安時代末期（12世紀頃）の作と考えられており、もともと運得寺（東海市荒尾町）にあったものを応仁2年（1468年）に移設したと伝えられる。長年の風雨にさらされ、傷みが激しい。

### その他
錫杖
知多四国八十八箇所を開創した一人である、武田安兵衛が携帯していたもの。

## 御詠歌
限りなき　弥勒の御世に　大里の　法の御庭に　となふ声明

## その他
境内北東方の台地には、かつて寺坊が軒を連ねていたと伝えられてきた。同地でのマンション建設に伴い、平成8年（1996年）に東海市教育委員会が発掘調査したところ、弥生時代の土坑や古墳時代の須恵器、戦国時代の「天文十五年」（1546年）銘を持つ硯・天目茶碗等の陶器・五輪塔の笠・焼けた壁土等が出土し、「知多弥勒寺遺跡」と名づけられた。

## 所在地
- 愛知県東海市大田町寺下4

## アクセス
鉄道（公共交通機関）
- 名鉄常滑線・河和線の太田川駅を下車し、徒歩で約10分。同駅からは寺へは、北口から向うほうが、南口に比べて近い。

自動車（自家用車）
- 伊勢湾岸自動車道・西知多産業道路の東海インターチェンジ、もしくは名古屋高速道路4号東海線の東海新宝出入口から約15分。
- 仁王門に隣接して、参拝者用の駐車場がある。境内南西側の坂道から伽藍のある丘の上へ上がることもできるが、崩落の危険があるため、重量5.5トン以上の車は通行禁止。